# 石核

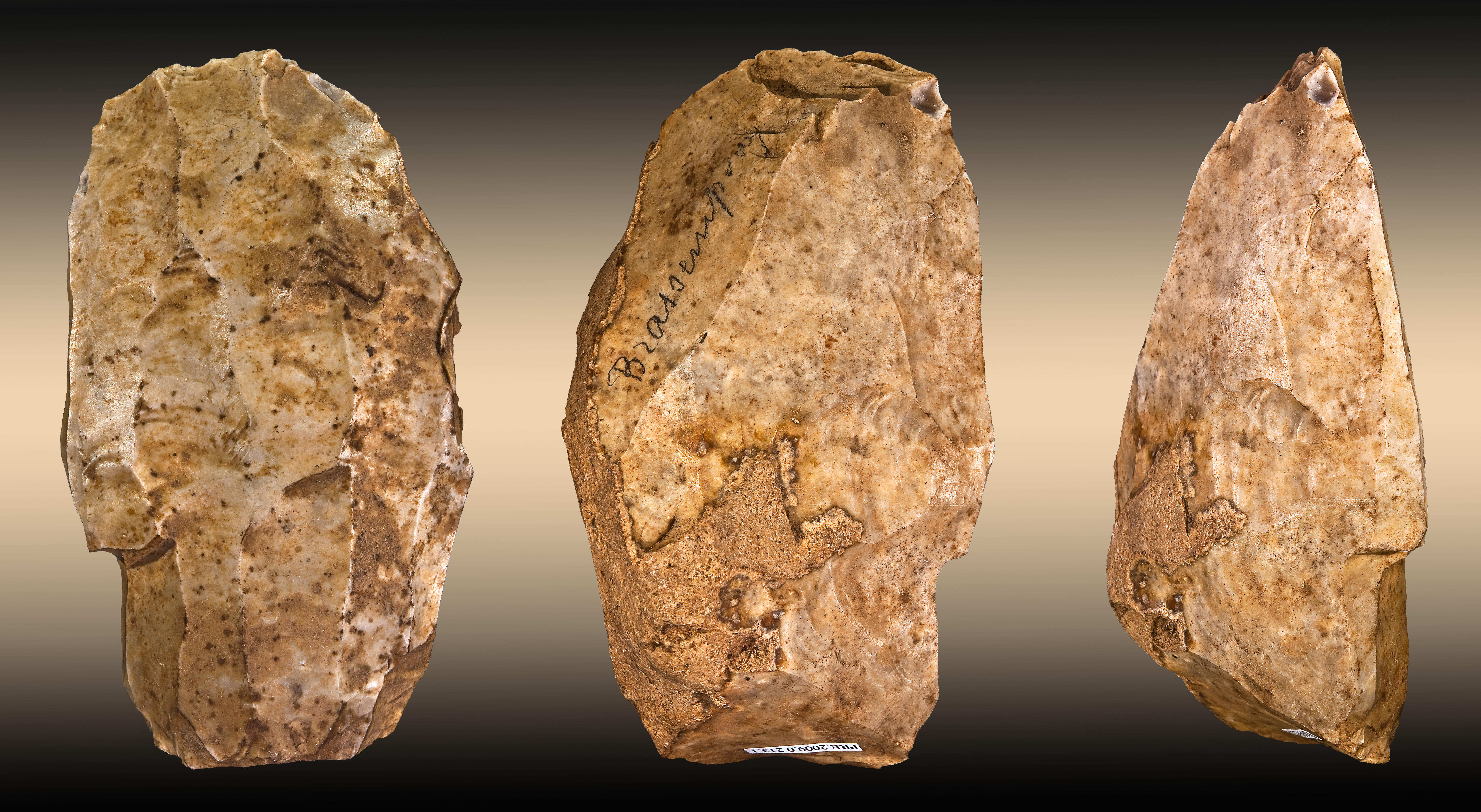
石核

石核（英語：lithic core）是一个考古学术语，指在打製石器时，为生产石片所使用的石料，常见于旧石器时代遗迹中。
在原始石器工业中，人們为了得到用于制作石器的原料，需要对石核进行打击处理，使破片從石核上剝離，這些破片稱為石片。因此，石核可以看做生产石片的石材。而打击石核时，石核上受力的面称为台面。
根据台面的数量不同，石核可以分为单台面石核和多台面石核。
- 单台面石核：仅从一个方向打击石片的石核。
- 多台面石核：从数个不同方向打击石片的石核，通常每次打击前，转动石核方向，使用石核上不同的面作为台面。